# Pro GT by Alméras
 (juin 2025).
 (signalé en juin 2025).
Si vous disposez d'ouvrages ou d'articles de référence ou si vous connaissez des sites web de qualité traitant du thème abordé ici, merci de compléter l'article en donnant les références utiles à sa vérifiabilité et en les liant à la section « Notes et références ».
- Archive Wikiwix
- Bing
- Cairn
- DuckDuckGo
- E. Universalis
- Gallica
- Google
- G. Books
- G. News
- G. Scholar
- Persée
- Qwant
- (zh) Baidu
- (ru) Yandex
- (wd) trouver des œuvres sur Wikidata

Pour les articles homonymes, voir Alméras.
Pro GT by Alméras est une écurie de course automobile française dirigée par Philippe Alméras (le fils de Jacques) et basée à Montpellier dans le département de l'Hérault. 

## Histoire
Fondé en 2008 par Philippe ALMERAS et Jean Pierre Champeau autour de la marque PORSCHE, PRO GT s’inscrit directement dans la continuité de l’entreprise PORSCHE ALMERAS. 
Diplômé de l’école d’ingénieur INSA de Lyon et après être passé dans de nombreuses discipline : F3, Porsche Carrera Cup, 24 heures du Mans, Philippe ALMERAS fait à son tour profiter ses pilotes de son expérience.
Les ateliers basés à Montpellier dans l’Hérault ont permis aux techniciens et ingénieurs de préparer les PORSCHE possible pour les championnats de France et Europe.
Aux 4 titres de champions B en Carrera Cup et aux deux titres de champions de France GT s’ajoute la confiance que portent certaines grandes personnalités du sport Auto au team. C’est par sa compétitivité et son professionnalisme que PRO GT a pu accueillir à plusieurs reprises depuis 2008 en France et à l’étranger :
- Sébastien Loeb
- Dani Sordo (pilote officiel Citroën en WRC)
- David Hallyday (3e FFSA GT3 2011)
- François Delecour (5e rallye Monte carlo 2011)
- Franck Perera
- Anthony Beltoise
- Côme Ledogar

## Palmarès
- 2015
  - Steven Palette 3e Porsche Carrera Cup France
  - 2e Rookie Porsche Supercup
- 2014
  - 1er championnat Porsche Carrera cup avec Côme LEDOGAR
  - 11ème classement Team Le Mans Series
  - 8ème classement Team Blancpain Endurance Series
  - 7ème 24h du Spa
- 2013
  - PORSCHE Allemagne choisi PRO GT pour placer deux pilotes officiels Porsche sur une voiture PRO GT aux 24 Heures de Spa
  - 1er Coupe de France GT
  - 6ème 24h de Spa
- 2012
  - 1er championnat de France GT pilote et team
  - 2nd championnat A et team,  PORSCHE MATMUT Carrera Cup france
  - PRO GT devient Team Client Officiel, soutenu par PORSCHE Allemagne
- 2011
  - 1er championnat de France GT
  - 1er championnat B PORSCHE MATMUT Carrera Cup france
- 2010
  - 1er Ch « B » Henry Hassid PORSCHE MATMUT Carrera Cup
  - 5ème à Barcelone LOEB/SORDO international GT open
- 2009
  - 1er Ch « B » Henry Hassid PORSCHE MATMUT Carrera Cup
  - 6ème au général Frederic Gabillon PORSCHE MATMUT Carrera Cup
- 2008
  - 1er Ch « B » Henry Hassid PORSCHE MATMUT Carrera Cup
  - 6ème au général Frederic Gabillon PORSCHE MATMUT Carrera Cup